# Doubs (departma)
Doubs (oznaka 25) je departma v severovzhodni Franciji ob meji s Švico, imenovan po reki Doubs, ki teče skozenj. Nahaja se v regiji Franche-Comté.

## Zgodovina
Departma je bil ustanovljen v času francoske revolucije 4. marca 1790 iz dela nekdanje pokrajine Franche-Comté. Leta 1793 mu je bila dodana republika Mandeure, v letu 1816 pa še kneževina Montbéliard.

## Geografija
Doubs leži v regiji Franche-Comté ob meji s Švico. Na jugozahodu meji na Juro, na severu na Gornjo Saono in ozemlje Belfort, medtem ko na vzhodu meji na švicarske kantone Vaud, Neuchâtel in Juro.
Nad ozemljem prevladuje Jursko hribovje, ki se vzdiguje vzhodno od Besançona.

## Občine
- Ornans